# Óscar Bautista Villegas
Óscar Bautista Villegas (Tantoyuca, Veracruz, 6 de febrero de 1964) es un político mexicano, miembro del Partido Revolucionario Institucional. Ha sido en dos ocasiones diputado federal y en dos diputado del Congreso del Estado de San Luis Potosí.

## Reseña biográfica
Óscar Bautista es ingeniero agrónomo especializado en industrias agropecuarias por el Instituto Tecnológico de Linares; tiene además una maestría en Administración por la Universidad Autónoma de San Luis Potosí. 
Miembro del Sindicato Nacional de Trabajadores de la Educación y de la Confederación Nacional Campesina del PRI, en donde inició su militancia política. De 1989 a 1990 fue presidente de la Liga de Comunidades Agrarias y Sindicatos Campesinos y de 1989 a 1991 fue líder del Frente Juvenil Revolucionario en Ríoverde, además de consejero político municipal y estatal del PRI.
Se desempeñó como profesor, subdirector y director del Centro de Bachillerato Tecnológico Agropecuario (CBTA) 120 de 1988 a 1992, director de Desarrollo Rural de Ríoverde, San Luís Potosí de 1992 a 1994 y supervisor de Educación Tecnológica Agropecuaria de la DGETA de 1994 a 1999.
En 2009 fue elegido por primera ocasión diputado al Congreso de San Luis Potosí, a la LIX Legislatura que concluyó en 2012; ese mismo año fue elegido a su vez diputado federal por el Distrito 3 de San Luis Potosí a la LXII Legislatura y en la que fue secretario en la comisión de Agua Potable y Saneamiento, así como integrante en las comisiones Agricultura y Sistemas de Riego; Reforma Agraria; y, Especial Seguimiento a las evaluaciones del programa especial concurrente, culminando su periodo en 2015.
Retornó como diputado al Congreso de San Luis Potosí a su LXI Legislatura de 2015 a 2018 y este último año fue por segunda ocasión electo diputado federal por el mismo distrito electoral, el 3 de San Luis Potosí, en esta ocasión postulado por la coalición Todos por México. Electo, formó inicialmente parte del grupo parlamentario del Partido Verde Ecologista de México en la LXIV Legislatura, siendo secretario de la comisión de Recursos Hidráulicos, Agua Potable y Saneamiento, e integrante de la comisión de Desarrollo y Conservación Rural, Agrícola y Autosuficiencia Alimentaria, y de la comisión de Energía. El 8 de septiembre de 2020 dejó de pertenecer a la bancada del Partido Verde y se unión a la del Revolucionario Institucional.